# Juncus trifidus
Espèce
Synonymes
- Juncus alpestris Bubani[1]
- Juncus hostii Tausch[2]
- Juncus monanthos Jacq.[2]
- Juncus schrankius K. Moll[2]
- Juncus trifidus subsp. carolinianus Hämet-Ahti[1]
- Juncus trifidus subsp. monanthos (Jacq.) Asch. & Graebn.[2]
- Juncus trifidus[3]
- Oreojuncus monanthos (Jacq.) Záveská-Drábková & Kirschner (préféré par BioLib)[2]
- Oreojuncus trifidus Juncus trifidus L. (préféré par NCBI)[3]

Juncus trifidus , le Jonc trifide, est une espèce de plantes herbacées de montagne de la famille des Joncacées.

## Liste des sous-espèces et variétés
Selon Tropicos (15 mars 2020) (Liste brute contenant possiblement des synonymes) :
- Juncus trifidus subsp. carolinianus Hämet-Ahti
- Juncus trifidus subsp. monanthos (Jacq.) Asch. & Graebn.
- Juncus trifidus subsp. trifidus

- Juncus trifidus var. fastigiatus Tausch
- Juncus trifidus var. medius Rouy
- Juncus trifidus var. monanthos (Jacq.) Bluff & Fingerh.
- Juncus trifidus var. sessiliflorus Tausch
- Juncus trifidus var. trifidus
- Juncus trifidus var. triflorus Krylov
- Juncus trifidus var. vaginatus Neilr.

## Répartition
Alpes, Massif central et Pyrénées entre 1 700 et 3 000 m d'altitude. (Abyssale, elle peut se trouver à 1 200 m).

## Habitats
Pelouses et rocailles subalpines et alpines, crêtes. Sur sols siliceux.